# Minamiuonuma, Niigata
Minamiuonuma (南魚沼市 Minamiuonuma-shi) là một thành phố nằm tại Niigata, Nhật Bản. Tính đến  ngày 30 tháng 9 năm 2018, thành phố có dân số ước tính 57.116 người, 20.020 hộ gia đình, mật độ dân số 223 người/km². Tổng diện tích là 584,55 kilômét vuông (225,70 dặm vuông Anh).

## Địa lý

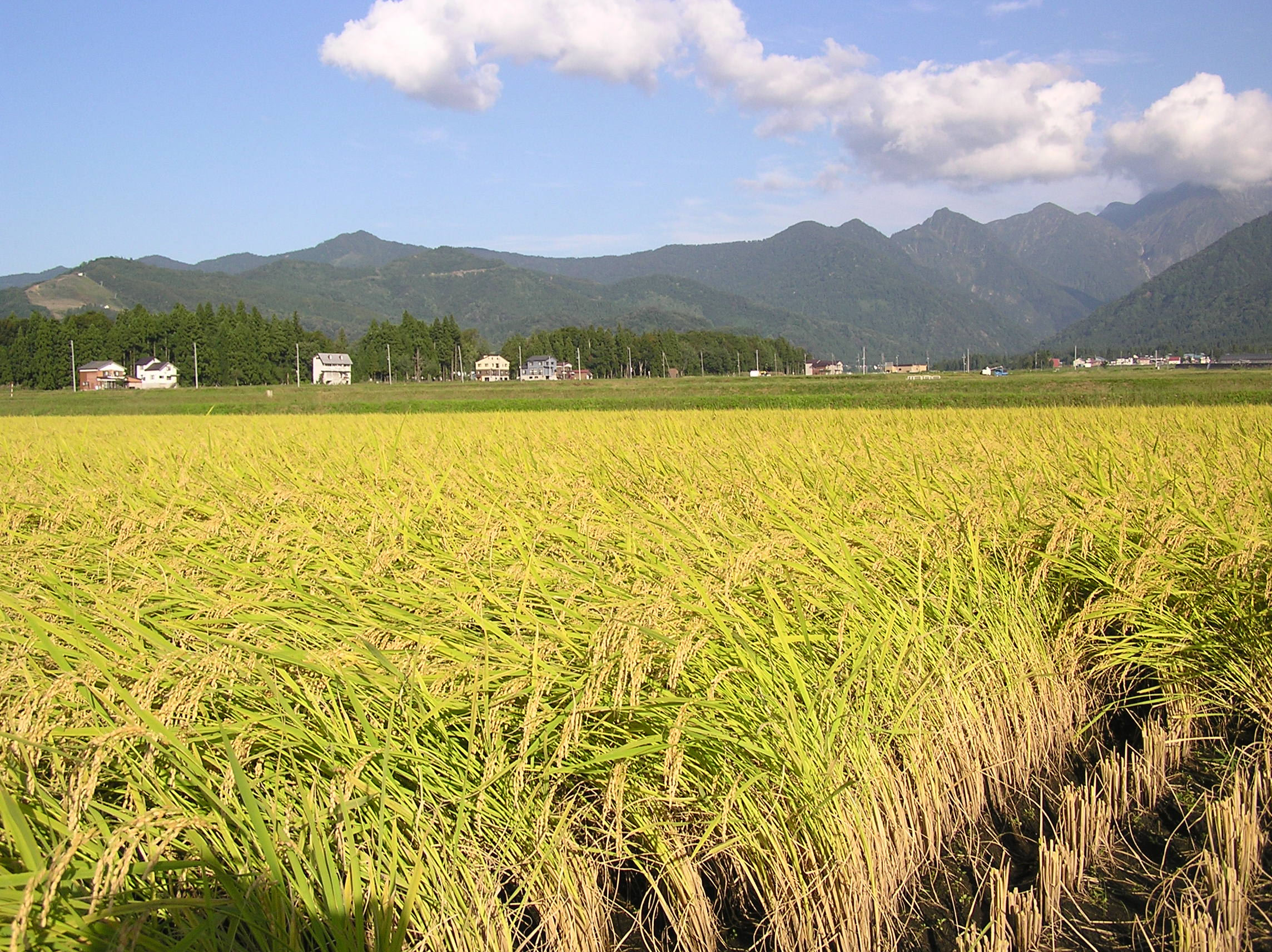
Ruộng lúa ở Minamiuonuma

Minamiuonuma nằm giữa một thung lũng trong vùng núi tỉnh Niigata, nơi được mệnh danh là "xứ tuyết" (雪国 yukiguni, 'tuyết quốc'). Vây quanh thành phố là Uonuma và dãy Echigo-Sanzan về phía bắc và Yuzawa, một thị trấn nghỉ dưỡng nổi tiếng, về phía nam. Sông Uono chảy ngang qua thành phố. Minamiuonuma và vùng lân cận có nhiều onsen (suối nước nóng) và khu trượt tuyết, biến nó trở thành một điểm đến vào mùa đông. Là một phần của vùng trồng lúa koshihikari, quanh đây cũng có nhiều ruộng đồng. Một phần thành phố nằm trong vườn quốc gia Jōshin'etsu-kōgen.

### Xung quanh
- Tỉnh Niigata
  - Uonuma
  - Tōkamachi
  - Yuzawa
- Tỉnh Gunma
  - Minakami

## Khí hậu
Minamiuonuma có khí hậu cận nhiệt đới ẩm (Köppen Cfa): mùa hè nóng, ẩm ướt và mùa đông lạnh, lắm tuyết rơi. Nhiệt độ trung bình năm ở Minamiuonuma là 11,3 °C. Lượng mưa trung bình năm là 1865 mm, tháng 9 là tháng ẩm ướt hơn cả. Nhiệt độ chạm đỉnh vào mùa hè, ở ngưỡng 24,3 °C, và tụt đáy vào tháng 1, tại mức -1.1 °C.

## Dân cư
Theo dữ liệu thống kê dân số Nhật Bản, Minamiuonuma có dân số cao nhất năm 1990 và giảm dần kể từ đó.
| Năm thống kê | Dân số |
| ------------ | ------ |
| 1970         | 61.995 |
| 1980         | 62.830 |
| 1990         | 65.566 |
| 2000         | 65.492 |
| 2010         | 61.624 |